# 珠江电影集团
珠江电影集团，简称“珠影集团”“珠影”，前身为1956年建立的珠江电影制片厂，是中国广东省历史最悠久、规模最大的综合型电影企业，也是华南地区的重要电影生产基地。

## 历史
1956年，作为中华人民共和国成立后批准设立的第一批电影制片厂，广州电影制片厂开始筹建，选址广州赤岗。1958年5月正式建厂，1961年更名为珠江电影制片厂。1978年以前，珠影每年的电影产量不足5部。改革开放后，珠影发展迅速。1981年9月，创办以电影文学为主的综合性刊物《银幕剧作》。1983年，增设电视制作部，开始制作电视剧。1984年，珠影开始走向多种经营的道路，联合兴办了白天鹅音响艺术有限公司等10多家相关企业。1985年5月，珠江电影制片厂由事业单位改为企业单位性质的珠江电影制片公司。1997年1月，划属广东省广播电视厅，由企业单位改为企业化管理的事业单位。
2006年4月，广东省人民政府批准珠江电影制片公司转制为国有独资公司珠江电影制片有限公司。2008年6月28日，与广东省电影公司合并组建为珠江电影集团有限公司，成为广东省属国有文化企业集团。

## 代表作

### 电影
- 《南海潮》（1962年）
- 《七十二家房客》（1963年）
- 《大浪淘沙》（1966年）
- 《跟踪追击》（1978年）
- 《海外赤子》（1979年）
- 《雅马哈鱼档》（1984年）
- 《孙中山》（1986年）
- 《白蛇传·情》（2021年）

### 电视剧
- 《情满珠江》
- 《七十二家房客》